# Casas de Millán
Pour les articles homonymes, voir Casas.
Casas de Millán est une commune de la province de Cáceres dans la communauté autonome d'Estrémadure en Espagne.